# Піща
Пі́ща — село в Україні, у Шацькій громаді Ковельського району Волинської області. Населення становить 1162 осіб. 

## Географія
Село розташоване на лівому березі річки Копаївки, правої притоки Західного Бугу, біля озер Велике Піщанське та Мале Піщанське.
Відстань до районного центру становить 98 км і проходить автошляхом Т 0302 та М 07. Поблизу села розташований пункт контролю Піща на кордоні з Білоруссю. З білоруського боку знаходиться пункт пропуску «Олтуш» на трасі Р98 у напрямку Малорити.Неподалік від села розташований Піщанський заказник. 

## Історія
У 1906 році село Пульменської волості Володимир-Волинського повіту Волинської губернії. Відстань від повітового міста 118 верст, від волості 13. Дворів 595, мешканців 1701.
До 2019 року село Піща було центром Піщанської сільської ради.
12 червня 2020 року, відповідно до розпорядження Кабінету Міністрів України № 708-р «Про визначення адміністративних центрів та затвердження територій територіальних громад Волинської області», увійшло до складу Шацької селищної територіальної громади.
19 липня 2020 року, в результаті адміністративно-територіальної реформи та ліквідації Шацького району, село увійшло до новоутвореного Ковельського району.

## Населення
Згідно з переписом УРСР 1989 року чисельність наявного населення села становила 1197 осіб, з яких 572 чоловіки та 625 жінок.
За переписом населення України 2001 року в селі мешкало 1147 осіб.

### Мова
Розподіл населення за рідною мовою за даними перепису 2001 року:
| Мова       | Відсоток |
| ---------- | -------- |
| українська | 98,97 %  |
| білоруська | 0,69 %   |
| російська  | 0,34 %   |

## Пам'ятки культури
У селі Піща зберігся комплекс поміщицької садиби Гутовських XIX—XX століть, який є пам'яткою архітектури місцевого значення.
Пам'яткою архітектури національного значення є церква Казанської ікони Богородиці, побудована в 1801 році.
Цвинтарна каплиця в селі Піща, збудована у 1802 році, являє собою унікальний зразок архаїчного однокамерного храму хатнього типу, характерного для волинської школи народної архітектури окресленого періоду.

## Галерея

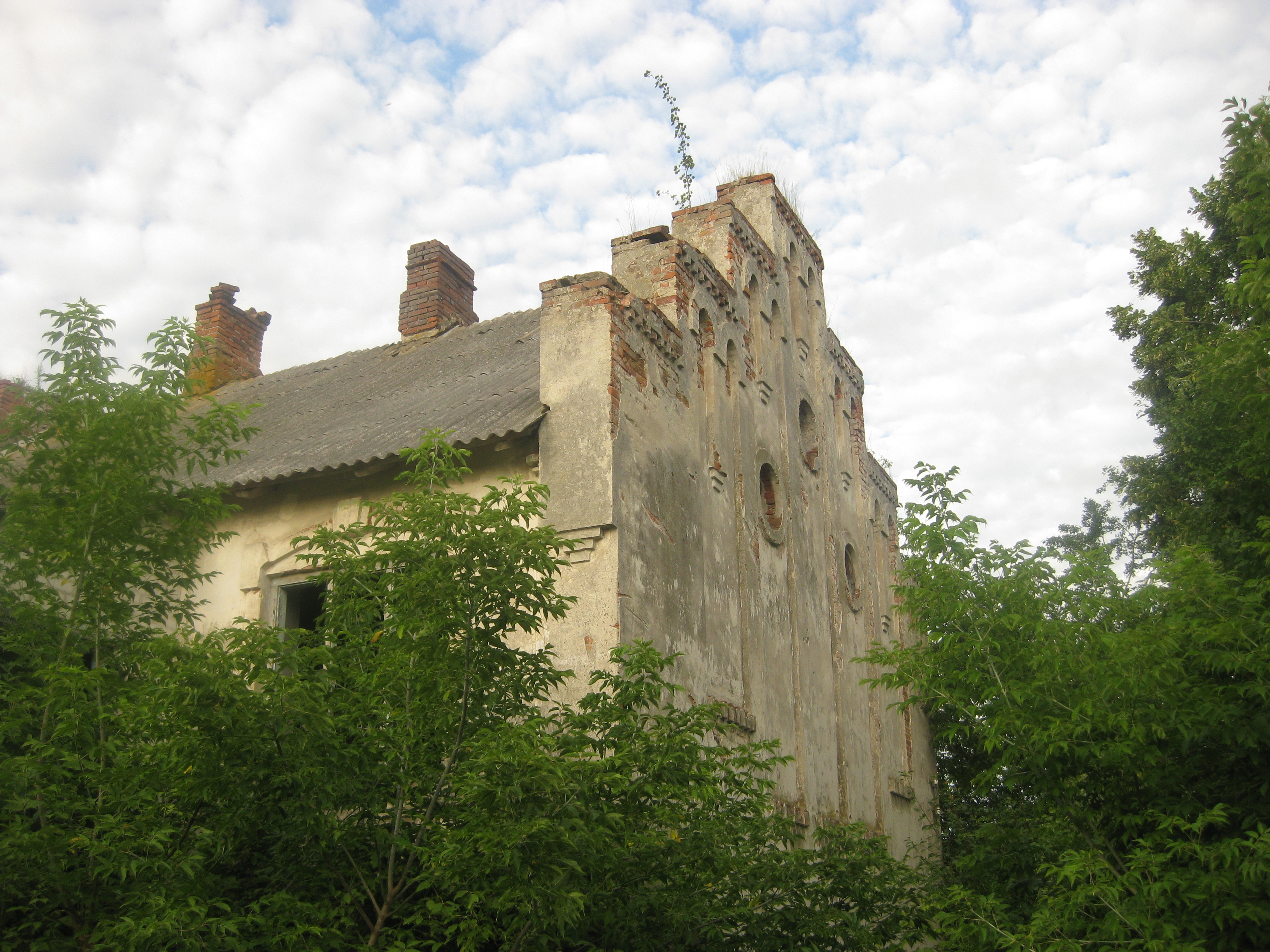
Садиба Гутовських, будинок управителя маєтком 1890-тих рр.
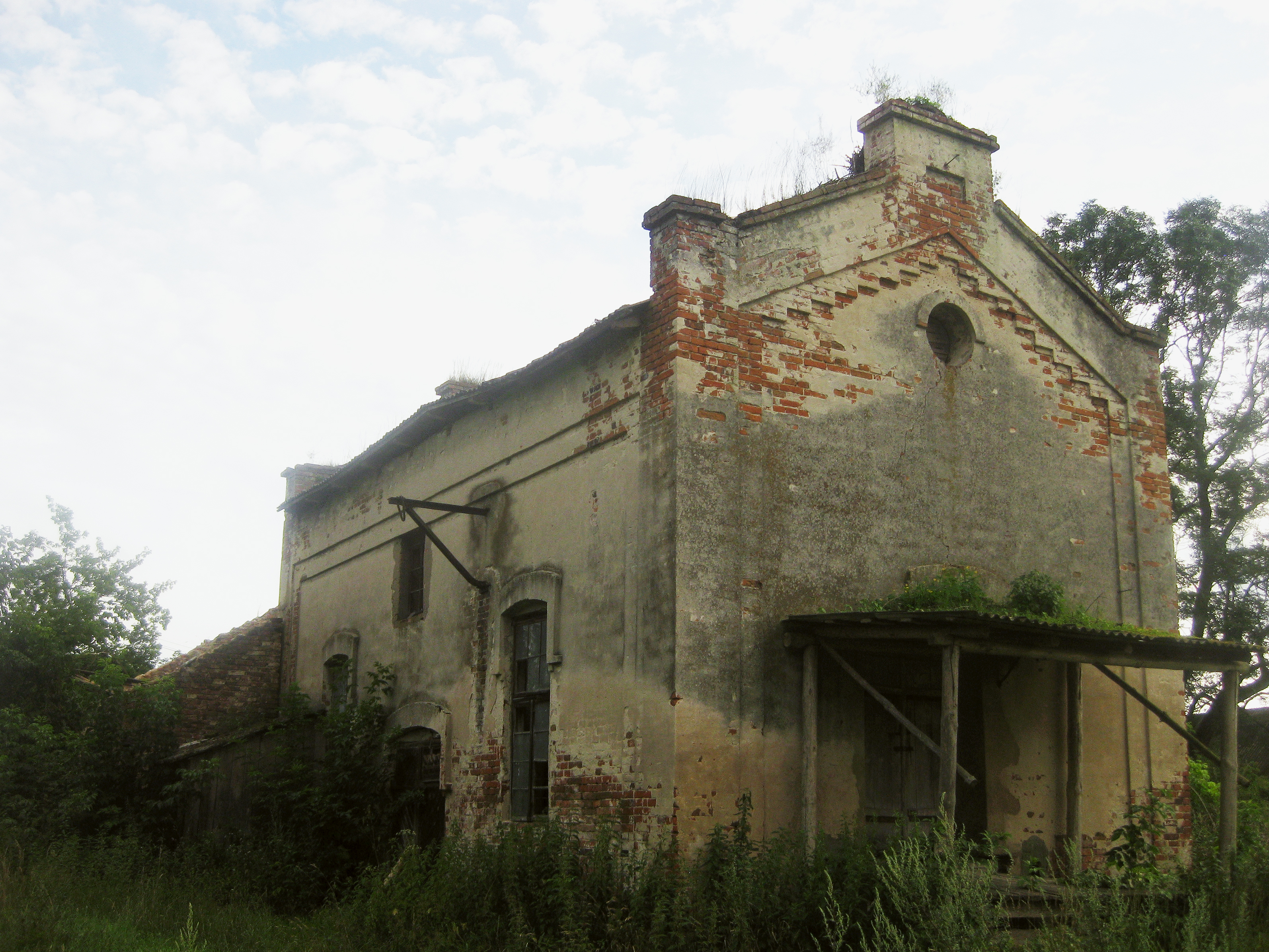
Садиба Гутовських, млин 1890-тих рр.
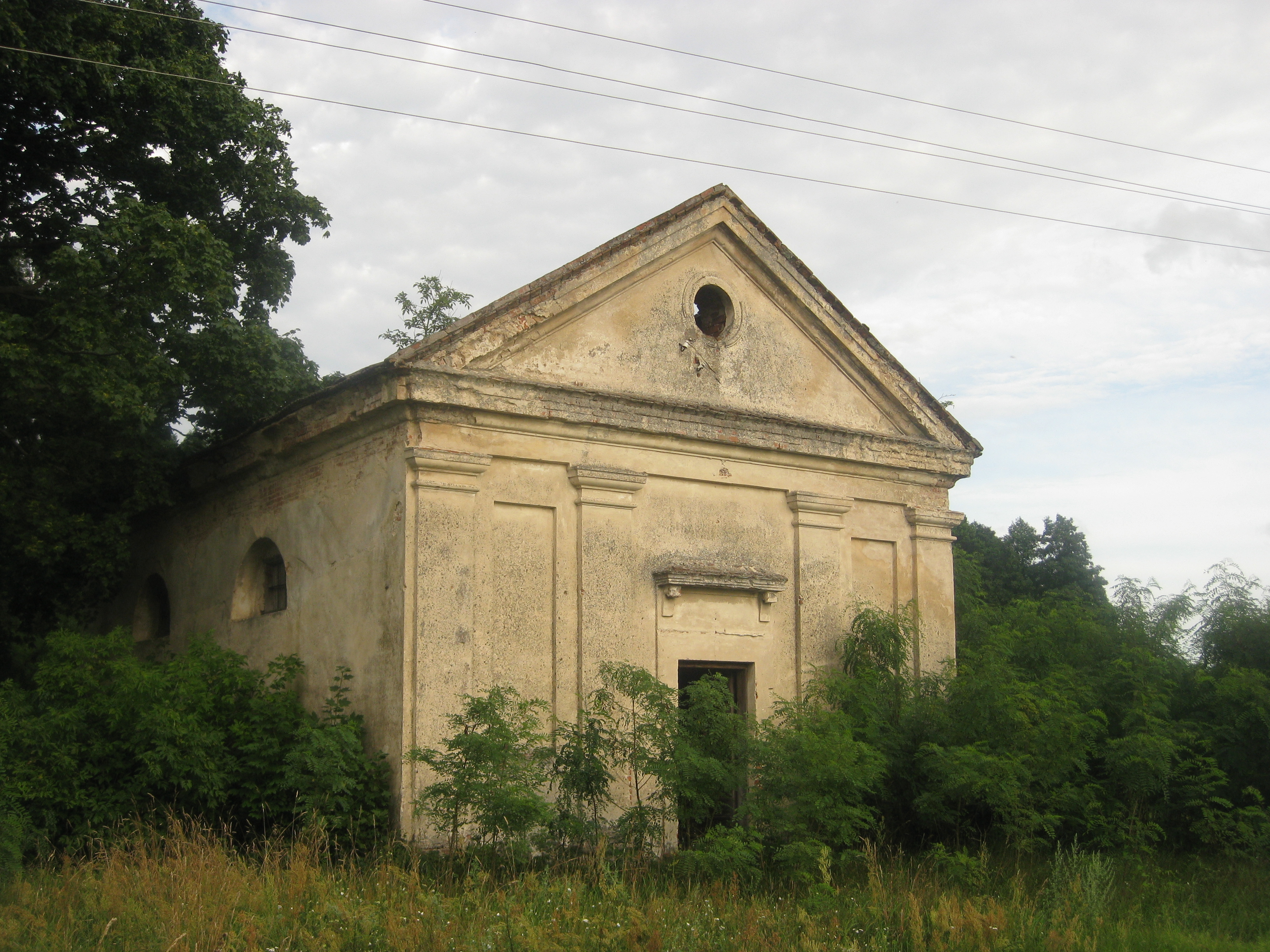
Садиба Гутовських, католицька каплиця 1829 року.
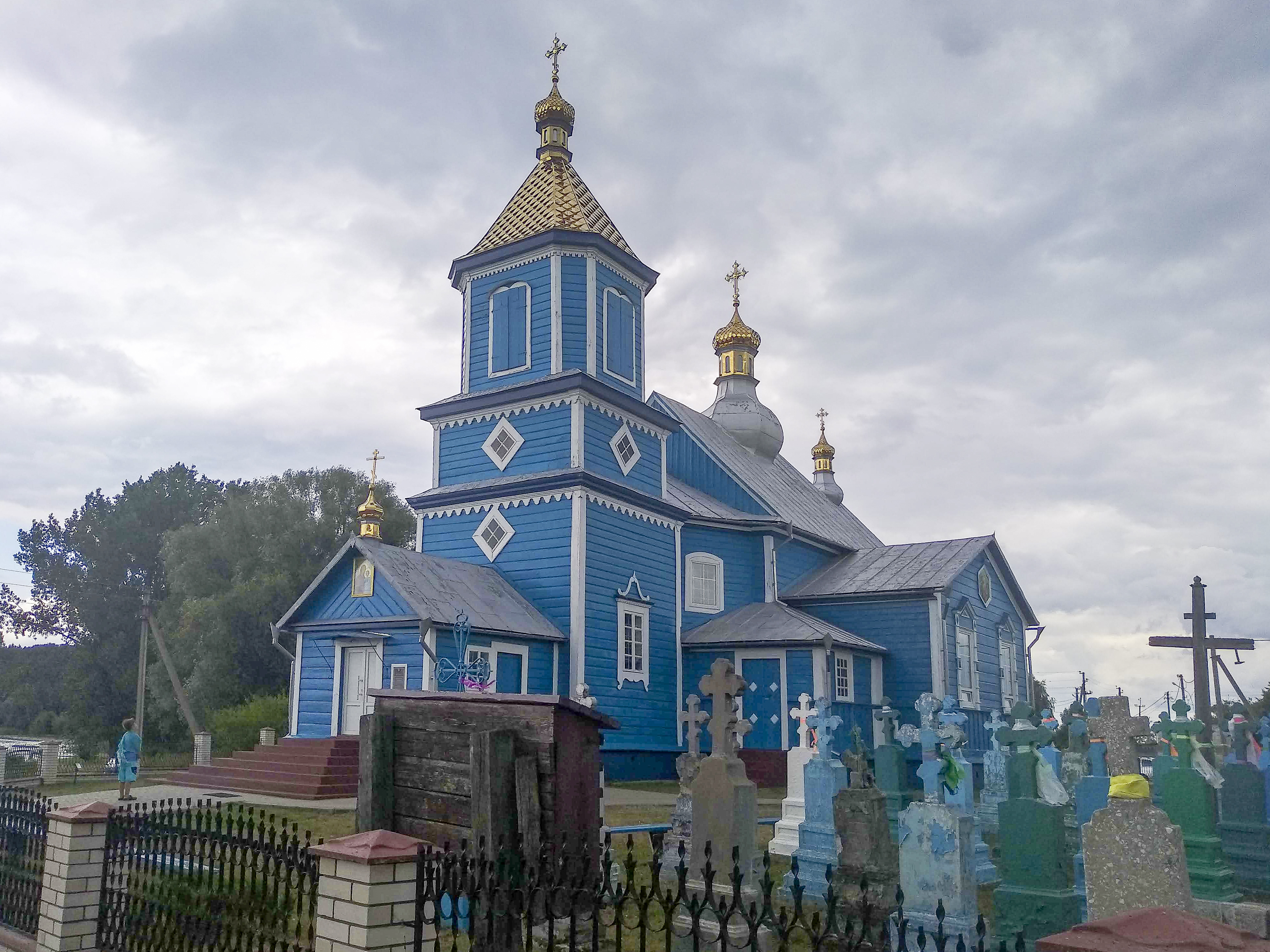
Церква Казанської ікони Богородиці 1801 року.
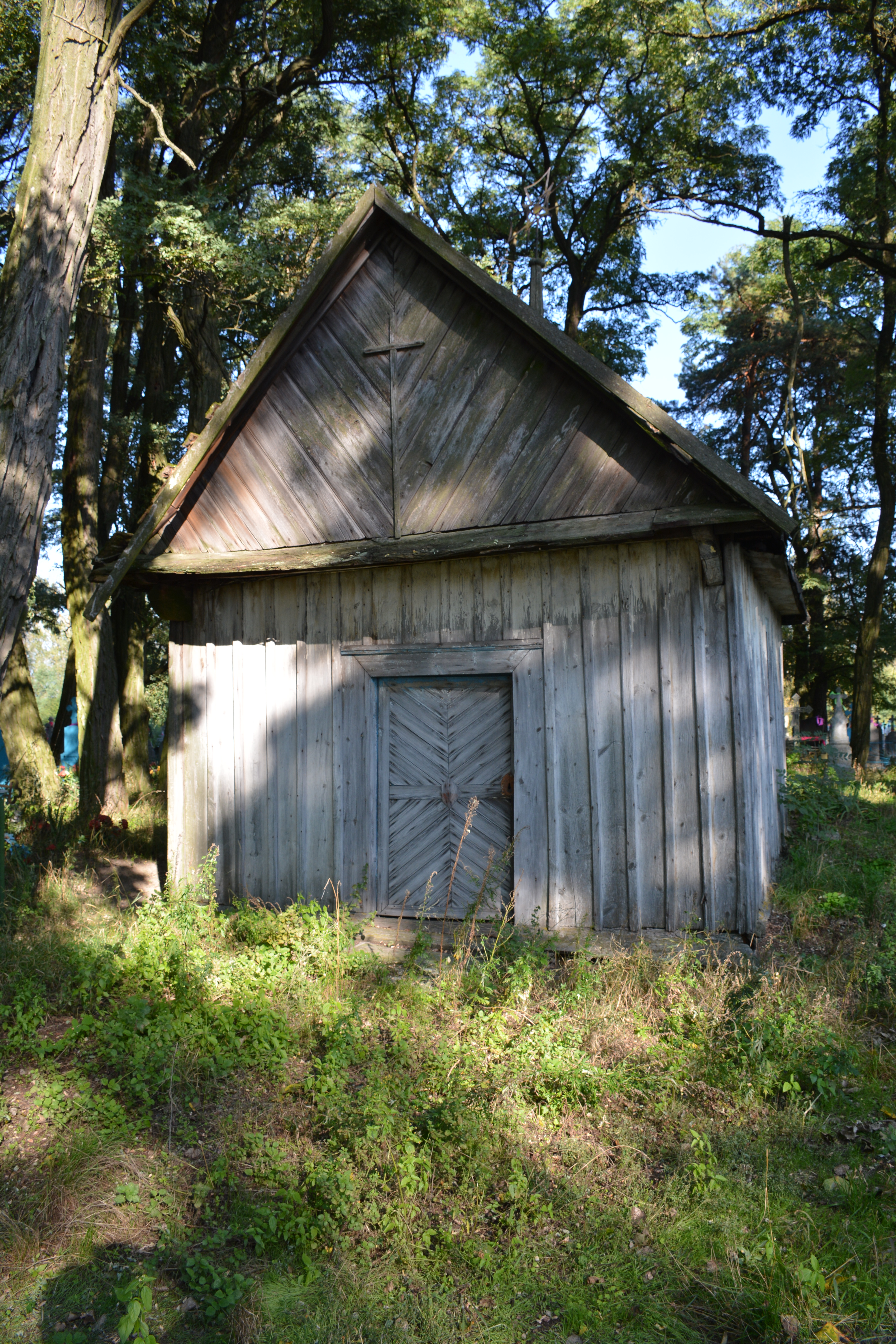
Цвинтарна каплиця 1802 року.